# Tonneau (unité)
Pour les articles homonymes, voir Tonneau.

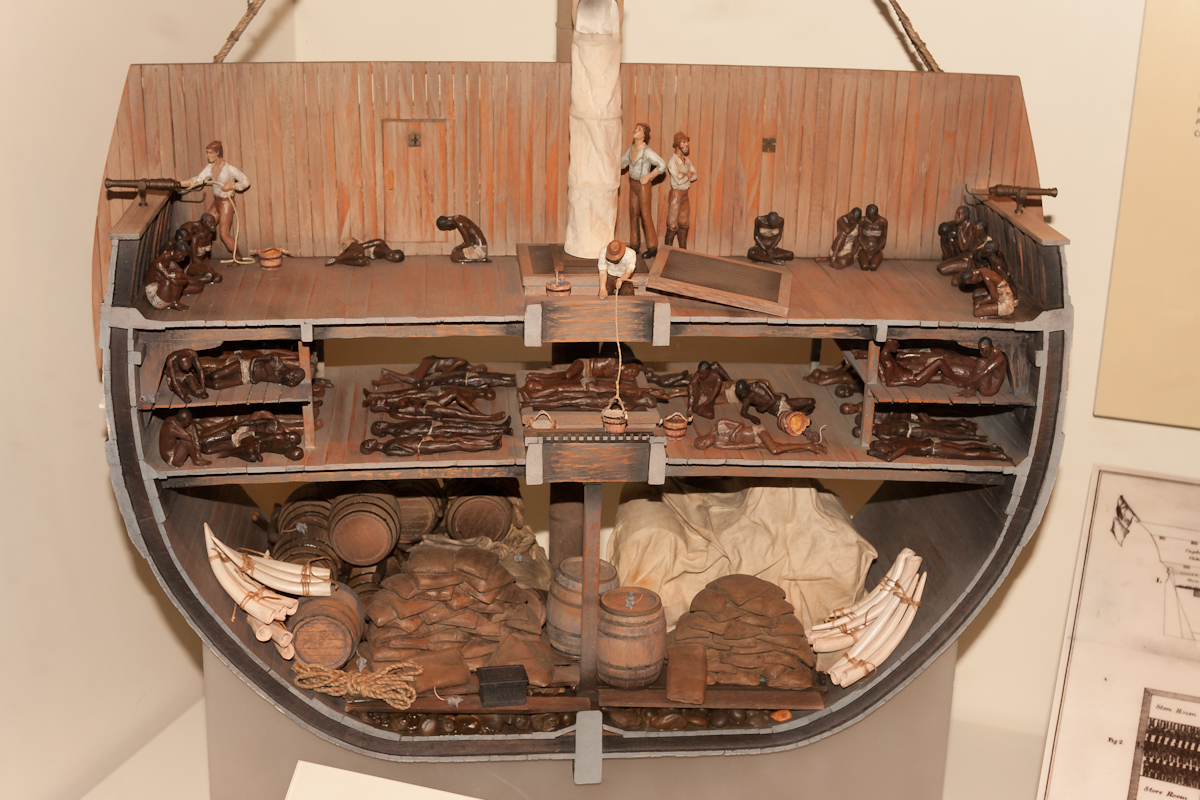
Coupe d'un navire négrier du XIXe siècle, faisant apparaître la cale et l'entrepont.

Dans la marine, le tonneau (en anglais Register ton) est une unité de volume utilisée jusqu'à la fin du XXe siècle pour chiffrer les capacités intérieures d'un navire en général, pour un navire de charge, il va donner une idée de  sa capacité en transport de marchandises. C'est une unité internationale de jauge maritime qui vaut 100 pieds cubes soit 2,83168 mètres cubes, depuis 1982, il est remplacé par l'unité UMS (Universal Measurement System).

## Utilisation auXXIesiècle
Le tonneau de jauge international n'est actuellement plus utilisé pour les navires de longueur supérieure à 24 m effectuant des voyages internationaux, on parle d'un navire de tonnage brut 500 ou 25 000 sans y ajouter d'unité, le système de référence est alors l'UMS (Universal Measurement System).  

## Historique

Composition d'un tonneau actuel.

Le nom de cette unité de mesure provient du type de conteneur en bois (un tonneau ou une barrique) couramment utilisé dans le passé dans la marine à voile.
Bien que quelquefois appelé improprement tonne de jauge, le tonneau ne doit pas être confondu avec la tonne de déplacement correspondant à la masse du navire.
Le tonneau de douane (en anglais load) vaut 50 pieds cubes ou exactement 1,41 mètre cube.
Il existait autrefois le tonneau de mer, mesure française valant 42 pieds cubes ou 1,44 mètre cube.  Cependant, à la fin du XVIIe siècle, ce « tonneau de mer » valait moins, comme l'explique Antoine Furetière dans son Dictionnaire universel (1690) : « [l]e tonneau de mer tient trois muids de France, ou 28 pieds cubiques de Paris, & pese 2 000 livres : de sorte que quand on dit qu’un vaisseau est du port de 300 tonneaux, cela veut dire qu’il porte 300 fois la valeur de 2 000 £ pesant, c’est-à-dire, 600 000 livres ; & pour cela il faut que l’eau de la mer qu’occupe le vaisseau en s’enfonçant pese une pareille quantité. »
Il ne faut pas le confondre avec le tonneau de mer anglais (freight ton ou measurement ton) qui vaut 40 pieds cubes (exactement 1,13 m3).
L'unité d'embarquement dépend de la nature du produit. Les marchandises « lourdes » (denses) sont évaluées en tonnes métriques, mais pour les légères, l'évaluation se fait en tonneaux d'affrètement (de 1,44 m3 en France).
Sur terre, le tonneau est le nom français d'une unité de mesure anglaise, le butt :
- le butt impérial de 126 gallons impériaux (0,57 m3) ;
- le butt américain  de 126 gallons américains (0,47 m3).